# IFK Mora
IFK Mora ist ein schwedischer Allianzverein aus Mora, der sich aus sechs auf verschiedenen Sportarten spezialisierten Sportvereinen zusammensetzt. Der zugehörige Skilanglaufverein initiierte 1922 den ersten Wasalauf und ist Heimatverein international bekannter Sportler, die bei Olympischen Winterspielen zu den Medaillengewinnern gehörten. Der Fußballverein spielte zwei Spielzeiten in der zweithöchsten schwedischen Spielklasse.

## Geschichte
Der IFK Mora gründete sich 1909 als lokale Dependance des Sportverbandes Idrottsföreningen Kamraterna, nachdem bereits ab 1896 im Skiklub Engelbrecht und im Nachfolgeverein Mora IF Sport betrieben worden war. Der Klub existierte als polysportiver Verein bis 1992. Anschließend lösten sich die einzelnen Abteilungen als selbständige Vereine, die sich unter dem Dach des Allianzvereins konstituierten.

### Langlauf
Nordischer Skisport steht seit Anbeginn des Klubs im Fokus. Zu Beginn des 20. Jahrhunderts wurden von Vereinsmitgliedern erste sportliche Erfolge errungen. Anfang März 1922 ordnete der Verein den ersten Wasalauf an, der am 19. des Monats vonstattenging und von Ernst Alm gewonnen wurde. In den folgenden Jahren war Anders Ström bedeutendster Sportler des Klubs, da er einerseits als erster Olympionike des Vereins an den Olympischen Winterspielen 1928 teilnahm und andererseits 1931 als erster Läufer des Klubs den Wasalauf gewann. In den folgenden Jahren stellte ihn jedoch Nils Karlsson in den Schatten. Insgesamt neunfacher Gewinner des Wasaluafs zwischen 1943 und 1953 holte er bei den Olympischen Winterspielen 1948 Olympiagold und war im selben Jahr Weltmeister über die 50-Kilometer-Distanz. Immer wieder stellte der Klub im Anschluss Gewinner des Wasalaufs und Teilnehmer an den Olympischen Spielen wie beispielsweise Lars-Arne Bölling oder Anna Haag.

### Fußball
Anfang des 20. Jahrhunderts entschieden die Mitglieder des Skiklubs Engelbrecht, Fußball ins angebotene Programm aufzunehmen. Daraufhin benannte sich der Verein in Mora IF um. Die Mannschaft spielte lange Zeit im unterklassigen Bereich der schwedischen Ligapyramide, 1945 verpasste der Klub als Tabellenzweiter hinter Långshyttans AIK die Aufstiegsspiele zur zweiten Liga. Zwei Jahre später war sie Opfer einer Ligareform und stieg in die vierte Liga ab. Nachdem der Klub zwischenzeitlich fünftklassig angetreten war, kehrte der Klub zur Spielzeit 1975 in die Drittklassigkeit zurück. Schnell in der Spitzengruppe der Staffel Västra Svealand etabliert, dominierte die Mannschaft die Spielzeit 1982. In den Aufstiegsspielen gegen Karlslunds IF verpasste sie mit zwei Niederlagen den Aufstieg in die zweite Liga. In den folgenden drei Jahren zweimal Tabellenzweiter erreichte der Verein 1986 erneut als Tabellenerster die Aufstiegsrunde. Dieses Mal setzte er sich gegen IFK Kalix durch und stieg erstmals in die zweite Liga auf.
IFK Mora platzierte sich in seiner ersten Zweitligaspielzeit vor IFK Västerås und Degerfors IF auf dem letzten Nicht-Abstiegsplatz. In der Spielzeit 1988 gewann die Mannschaft jedoch lediglich zwei ihrer 26 Saisonspiele und stieg als Tabellenletzter gemeinsam mit Skellefteå AIK am Saisonende ab. Auch in der dritten Liga spielte sie gegen den Abstieg, der 1990 erfolgte. Anfangs noch im vorderen Tabellenbereich rutschte der Klub zunehmend ab und stieg 1998 erneut in die fünfte Liga ab, schaffte aber zwei Jahre später den Wiederaufstieg. Nach dem direkten Wiederabstieg stürzte der Klub zunächst bis in die Sechstklassigkeit, später auch in die Siebtklassigkeit ab. Am Ende der Spielzeit 2010 gelang die Rückkehr in die sechste Liga.

### Orientierungslauf
Bekannte Läufer des Vereins waren bzw. sind Radka Brozkova, Graham Gristwood, Martin Johansson und Michal Smola. 1948 gewann die Herrenstaffel mit Gunnar Mattsson-Frost, Gunnar Larsson und Lennart Berg die schwedische Staffelmeisterschaft.